# Clemente VIII (antipapa)
Clemente VIII, llamado en el siglo Gil Sánchez Muñoz y Carbón (Teruel, 1370-Mallorca, 28 de diciembre de 1447), fue el antipapa, no reconocido oficialmente por la Iglesia católica, que sustituyó a Benedicto XIII el 10 de junio de 1423 y quien duraría en ese cargo hasta el 26 de julio de 1429, año en que abandonaría sus pretensiones de forma definitiva.

## Biografía

### Primeros años
Nacido en Teruel en el seno de la noble familia Sánchez Muñoz, fue hijo primogénito de Pedro Sánchez Muñoz y Liñán y Catalina Sánchez de Carbón; tuvo cuatro hermanos: Pedro, Alfonso, Catalina y Francisca.
Sus primeros años son desconocidos; mencionado como "doctor en decretos" y favorecido por su tío, que fue pavorde de Valencia, en 1396 Benedicto XIII le nombró chantre de la catedral de Gerona, y en los años siguientes se le cita como canónigo de la de Valencia, rector de la iglesia de Onteniente y arcipreste de la de Teruel; en 1408 fue nombrado vicario general de la diócesis de Valencia.

### Papado
Poco antes de morir, el antipapa Benedicto XIII no contaba en su curia con ningún cardenal, pues todos los que había creado habían fallecido o pasado a la obediencia de Roma. 
En un consistorio celebrado la víspera de su muerte designó cuatro de entre sus clérigos de mayor confianza (Julián Lobera y Valtierra, Ximeno Daha, Dominique Bonnefoi y Jean Carrier), con el encargo de que ellos a su vez se constituyeran como Colegio cardenalicio y designaran a su sucesor, preservando la formalidad para la elección de un nuevo jefe de la Iglesia católica.
La elección papal así prevista fue ejecutada solo por los tres cardenales leales a Benedicto XIII, puesto que Carrier, ausente en Francia, calificó la elección de simoníaca, pero Muñoz aceptó la designación y tomó el nombre de Clemente VIII. Dos años después, Carrier eligió él solo como papa al sacristán de Rodez, Bernard Garnier, con el nombre de Benedicto XIV.
El nuevo papa Martín V, reconocido ya prácticamente como tal por casi toda la Europa católica, ordenó a los obispos de Barcelona y Tortosa que intervinieran para resolver este cisma. La situación perduró, sin embargo, unos años más pues el enfrentamiento político entre el Papado y el monarca aragonés Alfonso V por el Reino de Nápoles hizo que la Corona de Aragón mantuviese de forma puramente artificial el cisma y se negara a eliminar la resistencia de Clemente VIII, aunque los aragoneses jamás realizaron actividad alguna para imponer a este antipapa como jefe de todo el catolicismo.
Martín V envió como legado a Alfonso de Borja (el futuro papa Calixto III) para que negociase con el rey Alfonso V de Aragón la terminación de su apoyo político al antipapa. Así, cuando el rey aragonés consiguió que Martín V hiciera también concesiones (entre las que se incluían las relativas a su posesión del Reino de Nápoles) el propio monarca obligó a abdicar a Clemente VIII a mediados de 1429, en tanto el cisma resultaba ya políticamente inútil y hasta embarazoso para la Corona de Aragón.
El último acto del antipapado de Clemente VIII (cuya autoridad efectiva solo se reducía al Castillo de Peñíscola) fue el reconocimiento de la autoridad de Roma y su abdicación en la localidad de San Mateo, en el Maestrazgo de la actual provincia de Castellón, el 26 de julio de 1429, acto con el cual se da por terminado el Cisma de Occidente. La abdicación abarcó al antipapa Clemente, a sus tres cardenales, y a los pocos dignatarios que aún le obedecían, abandonando Clemente su nombre pontificio y volviendo a tomar su nombre de bautismo.

### Obispo de Mallorca
Martín V le nombró entonces obispo de Mallorca, en compensación, y como tal el ex antipapa murió allí el 28 de diciembre de 1447.
Fue enterrado en la catedral de esta sede, en cuya antesala capitular todavía se conserva su sepultura.